# Dekanaty diecezji zielonogórsko-gorzowskiej
Diecezja zielonogórsko-gorzowska podzielona jest na 30 dekanatów. 
Dekanaty diecezji Zielonogórsko-Gorzowskiej:
- Dekanat Babimost
- Dekanat Drezdenko
- Dekanat Głogów - Najświętszej Maryi Panny Królowej Polski
- Dekanat Głogów - św. Mikołaja
- Dekanat Gorzów Wielkopolski - Chrystusa Króla
- Dekanat Gorzów Wielkopolski - Katedra
- Dekanat Gorzów Wielkopolski - Świętej Trójcy
- Dekanat Gubin
- Dekanat Kostrzyn
- Dekanat Kożuchów
- Dekanat Krosno Odrzańskie
- Dekanat Lubsko
- Dekanat Łęknica
- Dekanat Nowa Sól
- Dekanat Pszczew
- Dekanat Rokitno
- Dekanat Rzepin
- Dekanat Sława
- Dekanat Strzelce Krajeńskie
- Dekanat Sulechów
- Dekanat Sulęcin
- Dekanat Szprotawa
- Dekanat Świebodzin – Miłosierdzia Bożego
- Dekanat Świebodzin – NMP Królowej Polski
- Dekanat Wschowa
- Dekanat Zielona Góra - Ducha Świętego
- Dekanat Zielona Góra - Podwyższenia Krzyża Świętego
- Dekanat Zielona Góra - św. Jadwigi
- Dekanat Żagań
- Dekanat Żary